# Euryoryzomys
Euryoryzomys là một chi động vật gặm nhấm trong họ Cricetidae, chúng được xếp vào tông Oryzomyini (chuột gạo). Nó bao gồm 6 loài đều phân bố ở Nam Mỹ. Cho đến năm 2006, các thành viên của chi này đã được xem là bao gồm trong chi Oryzomys, nhưng chúng không liên quan chặt chẽ với các loài thuộc chi đó và do đó chúng được đặt trong một chi mới. Chúng liên quan chặt chẽ đến các chi như Hylaeamys và Transandinomys, nhiều thành viên của các chi này trước đây đã được đặt trong một loài duy nhất, gọi là Oryzomys capito. Tên chi này là Euryoryzomys có sự kết hợp tên "Oryzomys" với từ Hy Lạp cổ đại eurus có nghĩa là "rộng", đề cập đến phạm vi rộng rãi trong sự phân bố của chi này.

## Các loài
Hiện hành chi này bao gồm các loài sau:
- Euryoryzomys emmonsae
- Euryoryzomys lamia
- Euryoryzomys legatus
- Euryoryzomys macconnelli
- Euryoryzomys nitidus
- Euryoryzomys russatus